# 白犀
白犀（學名：Ceratotherium simum）又稱方吻犀，是现存体型最大的犀牛之一，分為北白犀和南白犀两个亞種，分别產自非洲中部和南部的草原。2018年3月19日，最后一头已知的雄性北白犀“苏丹”死亡，目前仍确认存活的北白犀仅剩“纳金”（Najin）与“法图”（Fatu）两头雌性，被飼養於肯尼亚的奥佩杰塔自然保护区內。南白犀现存约1.8万头，是数量最多的犀牛。

## 命名
白犀的名称由来没有公论。事实上白犀的身体颜色与黑犀没有很大差别，其差别主要在于比较大的体型，和宽大的嘴唇。
一个常见的说法是白犀牛的白字是來自於荷蘭語的“wijd”，意思是“寬”，最早移民非洲南部的欧洲殖民者荷蘭人用宽嘴唇這個特徵來和尖嘴唇的黑犀牛區分，之后說英語的人将“wijd”误译為“white”，即“白”，使得這個名字誤導世人。事实上荷兰语中，也是用“黑”“白”来命名这两种犀牛，而且即使早期荷兰语文献中也从来没有“寬”“窄”犀牛這樣的提法。
還有说法是白犀牛的白色指的是它白色的角，或者身上的白色的乾泥巴。

## 形態特徵
白犀是陸地上体型第四大的動物，仅次于三种大象，与印度犀相当（印度犀更高而白犀更长）。北白犀重1.4–1.6吨，南白犀重1.5–2.4吨。角長可達1.5米。白犀並不好鬥，受威脅时能用每小時50多公里的速度飞奔，奔跑時會將重心放在後肢的三趾間，並利用臀部穩住前身。

## 生活習性
白犀生活在非洲大草原，主要以草為食。一天中一半時間用於進食，三分之一的時間休息。和其他犀牛一樣，它們也喜歡待在泥漿中，以降低身體的溫度。
白犀以群居爲主，它們會組成最多可達14頭犀牛的群體，其中主要是母犀牛，未成年的公白犀會聚集在一起，跟著一頭成年母白犀生活，公白犀則基本是獨居，以糞便和尿液劃分領域。只在交配的時候在一起生活。交配的白犀會一起生活2–3天甚至幾周。

## 生長繁殖
孕期約為16–18個月。每胎一崽，出生時重量約為40–65公斤。斷奶期為兩個月到一年，出生后2–3年是比較不穩定的時間段。母白犀的性成熟期為4–5年，公白犀則需要10–12年。白犀的平均壽命一般為40–50年。